# 法統
法統，又稱治統，是中國傳統政治觀念，是指政權之正當傳承的合法性。法統或治統與道統相對，但一個政權聲稱自己繼承治統時，同時也會聲稱自己繼承道統。法統來自於天命，政權會認為自己是天命所歸，所以延續一脈相承的法統。在多個皇朝並立的時期，通常每個皇朝都會自稱是唯一的正統，其他王朝都是「偽朝」、「僭偽」或割據政權，否認其正當性。這些政權都只稱自己的君主為皇帝，稱對方君主為「偽帝」（貶義）或「國主」（中性）等。若本朝是漢族統治，而對方為少數民族統治，則會根據華夷之辨，稱對方為「蠻夷」，加倍否認其正當性；但部分少數民族政權也會自認為繼承華夏文化，而以正統自居。到了後世，史書編撰者亦以自己的認知為主，認為自己認同的政權才是傳統文化、法律正當繼承者；有時史家也會爭論歷史上的某一朝是否算正統，如有人認為三國時期的正統是蜀漢，有人則認為當時的正統是曹魏。

## 古代情况
- 三國時期，曹魏、蜀漢、孫吳三者皆自居法統。由于曹魏受禪自漢獻帝，後來西晉以曹魏為正統，自認為繼承其法統，故西晉時所撰《三國志》只稱魏國君主為皇帝，蜀漢、東吳君主則曰「蜀主」、「吳主」；蜀漢聲稱其君主為漢朝皇族血脈，故此以血統論稱只有皇族才可繼承法統；而孫吳即聲稱其君主獲得傳國玉璽，故此只有得信物者才能得法統。
- 東晉十六國時期，偏安華南的東晉自居繼承西晉法統，而華北十六國中較強勢之大國（如前趙、後趙、前秦）亦自命為中原法統；
- 南北朝各代皆自居繼承前朝法統；
- 五代十国時期，華北五代及華南十國中較強勢之大國（如前蜀、後蜀、南唐）均自居法統；
- 契丹滅後晉後自居繼承其法統並起國號為遼，但北宋認為後晉法統被後周所繼承，而其自身再繼承後周之法統，加上石敬瑭有割地賣國之嫌，不承認契丹法統。
- 女真滅北宋後起國號為金朝，自居繼承北宋之中原法統，而南宋亦以皇室血脈自居法統而不承認女真。
- 元朝攻入南宋首都臨安後，自稱已正式繼承南宋法統，認為宋朝已被滅亡，殘存勢力（端宗、幼主）不存法統。而南宋殘部則仍以皇室血脈自居法統。
  - 元朝官修史書《宋史》、《遼史》與《金史》承認三朝皆為正統；
- 明朝攻入元朝首都大都後，自稱已正式繼承元朝法統，認為元朝已被滅亡，其殘餘政權北元不存法統。而北元則仍以皇室血脈自居法統。
- 後金攻入明朝首都北京並建立清朝後，自稱已正式繼承明朝法統，認為明朝已被滅亡，其殘餘政權南明不存法統。而南明則仍以皇室血脈自居自居法統。

## 近代與現代情況
中華民國成立後，孫中山領導下的中國國民黨於廣州成立之護法軍政府及國民政府，一直號稱自身才是真正傳承中國法統之政權，但西方列強皆以北洋政府為中國正式的中央政府，至國民革命軍北伐成功推翻北洋政府後才正式承認國民政府。
1949年，中国共产党在第二次國共內戰中獲勝並建立中华人民共和国，自稱為代表中國的唯一合法政府，即自认为是中国的法统政权。只承认1912年至1949年间的中华民国为中国法统之政权，不承認因敗戰遷往台灣的中華民國政府为合法政权；相對的，中華民國政府雖然丟失對中國大部分既有疆域的統治，僅實際統治臺澎金馬，仍自認是傳承中國法統的政權。兩方這類自認自身政權持有法統的意識形態，被世人稱為「一個中國」。
冷戰初期，由於中華民國屬於自由陣營、中華人民共和國屬於共產陣營，兩方政權雖均擁有部分國家的外交承認，但中華民國持續擁有聯合國的「中國」席位，因而獲得多數大國承認為中國的代表政權。但1971年《聯合國大會第2758號決議》通過後，中華人民共和國取代中華民國在聯合國的「中國」席位，連帶使其逐漸獲得世界大多數國家的外交承認，因此目前事实上国际社会普遍承认中华人民共和国是中国的代表政权。中华人民共和国基於《2758號決議》，要求其邦交國或參與的國際組織遵守「一個中國政策」，不得承認退守臺灣的中華民國為主權獨立的國家，且此政策維持至今。
政府遷臺後的中華民國，雖然法定領土與實際統治領土差距懸殊，在執政的中國國民黨的堅持之下，仍一直堅持自居中華法統之正朔；直到1980年代後期臺灣解嚴及結束動員戡亂狀態後，隨著中華民國的社會大幅自由化、政治大幅民主化及本土化、加上臺灣意識茁壯，現今近七成臺灣人仅认同自己的「台湾人身份」，而非「台湾人兼中国人」之身份。有部分人士認為中華民國現今的領土僅及於臺澎金馬，亦有另部分人士則主張一臺一中。
動員戡亂結束後，中華民國政府以法律上不承認主權的方式承認中華人民共和國實際存在的事實，同時停止對法統的競逐。李登輝政府已表達「中華民國在臺灣」之現實，而陳水扁政府、蔡英文政府、赖清德政府等民主進步黨執政期間的中華民國政府，亦發展出「中華民國是臺灣」、「中華民國臺灣」之論述，將中華民國的國家地位與臺灣綁定。